# قائمة الرموز البريدية في مصر
يختلف الرمز البريدي المصري من مدينة إلى أخرى. في هذه القائمة يوجد الرمز البريدي لمختلف المدن في مصر.

## قائمة الرمز البريدي
| المنطقة         | الرمز البريدي |
| --------------- | --- |
| القاهرة         | 11311 |
| التجمع الخامس   | 11835 |
| التجمع الأول    | 11865 |
| العاشر من رمضان | 44629 44635 44637 |
| الأسكندرية      | 21532(سان ستيفانو) 21615 21913 21552 21514 21521 21522 21523 21518 21527 21515 21511 21562 21558 21551 21557 21923 21561 21616 21517 21539 21566 21516 21525 21531 21634 |
| البساتين        | 4235111 |
| مدينة 15 مايو   | 11731 |
| أسوان           | 81718 81624 81627 81631 81525 81513 81647 81536 81728 81611 |

| المنطقة      | الرمز البريدي                                                     |
| ------------ | ----------------------------------------------------------------- |
| بورسعيد      | 42534 42511 41523                                                 |
| الإسماعيلية  | 41611 41626 41618 41517 41516 41522 41512 41511 41519             |
| السويس       | 43527 43514 43511 43711 43712                                     |
| جنوب سيناء   | 46512 46611                                                       |
| المنيا       | 61519 61631 61671 61512 61511                                     |
| أسيوط        | 71621 71611 71631 71641 71622 71723 71526 71521 71615 71514 71517 |
| البحر الأحمر | 84511 84515 84712 84715 84722                                     |

| المنطقة      | الرمز البريدي                                                           |
| ------------ | ----------------------------------------------------------------------- |
| قنا          | 83719 83651 83621 83039 83661 83724 83749 83511                         |
| الغربية      | 31741 31719 31512 31611 31714 31739 31641 31631                         |
| شرق القاهرة  | 11566 11827 11762 11851                                                 |
| جنوب القاهرة | 11742 11521 11728 11628 11553 11519 11559 11562 11516 11612 11618 11617 |
| برج العرب    | 23713                                                                   |
| الفيوم       | 63611 63616                                                             |
| الأقصر       | 85952 85956 85957 85954 85811 85951                                     |

| المنطقة        | الرمز البريدي                                   |
| -------------- | ----------------------------------------------- |
| مدينة 6 اكتوبر | 12566                                           |
| المحلة         | 31816 31811 31629 31624 31621 31961             |
| المنوفية       | 32817 32866 32861 32841                         |
| البحيرة        | 22611 22612 22516 22511 22731 22744 22951 22755 |
| الجيزة         | 8655 12511 12521 12611 12652 12651              |
| سوهاج          | 82518 82514 82747 82749 82633 82738 82621 82786 |
| دمياط          | 34711 34726 34611 34511                         |
| كفر الشيخ      | 33735 33651 33511 33512 33611                   |

| المنطقة  | الرمز البريدي                                                                             |
| -------- | ----------------------------------------------------------------------------------------- |
| بنها     | 3001 3010 3011 3013 3016 3021 3025 3030 3032 3040 3042 3043 3047 3048 3074                |
| الزقازيق | 10217 10248 10255 10276 10001 10002 10003 10014 10021 10031 10032 10049 10050 10051 10059 |
| العبور   | 1069 1080 1091                                                                            |
| المنصورة | 11001 11006 11033 11036 11049 11054 11060 11061 11081 11089 11104 11106 11107 11108       |

الرقم الأول هو المنطقة ، والثاني من المقاطعة ، والثالث من نوع الخدمة والأرقام الأخيرة تشير إلى منطقة التسليم أو مكتب البريد. يمكنك العثور على الرمز البريدي الدقيق للمنطقة المطلوبة في أي مكتب بريدي.